# Грановский, Тимофей Николаевич
Тимофе́й Никола́евич Грано́вский (9 [21] марта 1813, Орёл — 4 (16) октября 1855, Москва) — русский историк-медиевист, заложивший основы научной разработки западноевропейского Средневековья и научной историографии в России.
Ординарный профессор и декан историко-филологического факультета Московского университета. Идеолог западничества. Был ближайшим другом Н. П. Огарёва и А. И. Герцена.

Один из самых ярких общественных деятелей России середины XIX столетия. Как отмечает историк Юрий Зарецкий:
«На протяжении нескольких десятилетий история оставалась в университете на положении парии и вплоть до выучившегося у Ранке, Савиньи и Раумера Грановского выдающихся историков в нем не было ни среди приглашенных иностранных профессоров, ни среди собственных выпускников».

## Биография

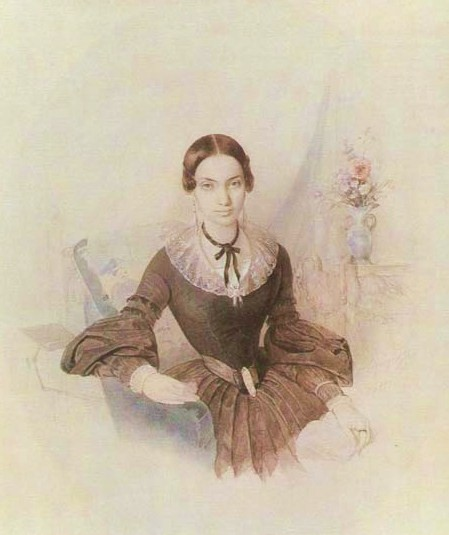
Елизавета Богдановна, жена Грановского

Родился 9 (21) марта 1813 года в дворянской семье среднего достатка и был старшим из пяти детей. Его отец, Николай Тимофеевич, был советником соляного управления. Мать, происходившая из богатой малороссийской семьи, имела благотворное влияние на сына.
До 1826 года воспитывался дома. Домашнее воспитание Тимофея было направлено главным образом на изучение французского и английского языков. С 13 лет учился в московском частном пансионе Ф. И. Кистера (1826—1828). В 1828—1831 годах жил в Орле. С января по июнь 1831 года служил в Департаменте иностранных дел в Санкт-Петербурге, но вскоре подал в отставку и сумел (после интенсивной самостоятельной подготовки) поступить в августе 1832 года на философско-юридический факультет Санкт-Петербургского университета. По справедливому замечанию П. Н. Кудрявцева, «Грановский прошёл трёхгодичный курс университета как добрую солидную школу, в которой имел случай познакомиться со многими науками и собрать хороший запас фактических сведений разного рода, но в которой не состоял ни под каким влиянием, так что выходя из неё, не вынес никакого решительно направления». Единственным профессором, привлекшим внимание Грановского — был П. А. Плетнёв, читавший курс древнерусской литературы. Благодаря вечерам в доме П. А. Плетнёва Грановский встречался с В. А. Жуковским, В. Ф. Одоевским, был представлен А. С. Пушкину.
Окончив университет (1835) со степенью кандидата, Грановский поступил на службу в библиотеку Гидрогеографического депо Главного морского штаба — секретарём 1-го отделения (1835—1836).
В 1836 году Грановский познакомился с Н. В. Станкевичем, определившим развитие взглядов Грановского. Благодаря связям Н. В. Станкевича был рекомендован попечителю Московского учебного округа графу С. Г. Строганову, который командировал Грановского за границу для приготовления к профессорскому званию по кафедре всеобщей истории в Московском университете. В середине мая 1836 года Грановский выехал в Берлин. В 1836—1839 годах за границей; вместе со Станкевичем в Берлинском университете посещал лекции знаменитых профессоров: историков Л. Ранке и Ф. Раумера, географа К. Риттера, философа Э. Ганса и К. Вердера, правоведа Ф. К. Савиньи. В Берлине под влиянием Станкевича проявил интерес к учению Г. Ф. Гегеля. Весной 1838 года в Праге он общался с историком-славистом П. Шафариком.
С сентября 1839 года Грановский начал читать на кафедре всеобщей истории Московского университета курс лекций по истории западноевропейского Средневековья, а затем — древней истории и истории Нового времени. В 1843—1844 годах он читал первый цикл публичных лекций по истории Средних Веков. Многие современники высоко оценивали публичные лекции Грановского в Московском университете. Так, Герцен оставил в своём дневнике запись, где хвалил язык изложения историка, говорил о значимости его лекций. Кроме того, видные слушатели отмечали продуманность повествования Грановского, который старался сделать обоснованной каждую мысль и не затрагивал те области, в которых его знание было зыбко. Лекции Грановского были не только содержательны и понятны, но были так выстроены, что приобретали целостность художественного произведения, что облегчало восприятие.

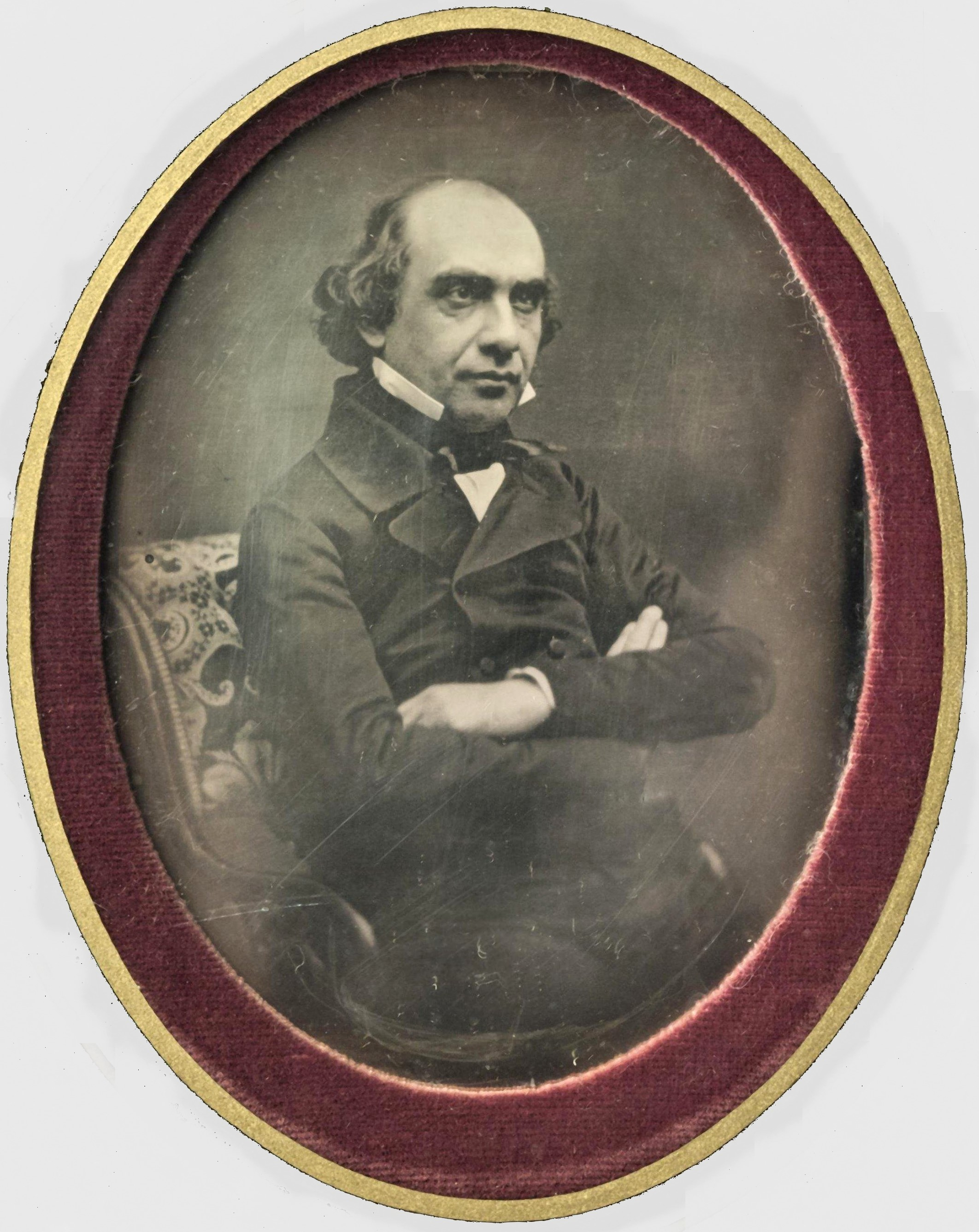
Фотопортрет Т. Н. Грановского, 1848

В феврале 1845 года защитил магистерскую диссертацию об истории ганзейских городов: «Волин, Иомсбург и Винета» и был утверждён в звании и должности экстраординарного профессора. В конце 1845 года начал читать свой второй публичный курс, посвящённый сравнительной истории Франции и Англии.
В 1849 году была опубликована докторская диссертация Грановского «Аббат Сугерий. Об общинах во Франции», после защиты которой он был утверждён в марте 1850 года в степени доктора и в июне утверждён ординарным профессором. В начале 1850-х годов он прочитал третий цикл публичных лекций — «Четыре исторических характеристики», посвящённых Тимуру, Александру Великому, Людовику IX и Ф. Бэкону. Вскоре Грановский стал самым популярным лектором в Московском университете, и это несмотря на то, что у него был слабый голос и скверная дикция, к тому же он всегда сознательно отказывался от каких-либо внешних эффектов в своей речи («При изложении я имею в виду пока только одно — самую большую простоту и естественность — и избегаю всяких фраз. Даже тогда, когда рассказ в самом деле возмёт меня за душу, я стараюсь охладить себя и говорить по-прежнему»). Популярность Грановского-лектора имела непреходящий характер: она росла и крепла год от года; после же смерти Грановского стала настоящим феноменом университетской истории, память о котором передавалась от одного студенческого поколения к другому.
В трудах Грановского получает оформление особая практика перевода имен европейских монархов. В лекциях в Московском университете в 1849—1850 годах Грановский постоянно называл императоров Священной Римской империи Генрихами, английских правителей Генрихами, Иоаннами, Карлами, Вильгельмами, французских монархов — Генрихами, Иоаннами, Карлами, Людовиками и Францами. Грановский называл такие имена португальских королей как Генрих I, Иоанн III и Эммануил Счастливый, а также испанских монархов Фердинанда Католика Арагонского и Фердинанда I Неаполитанского.
В 1850-х годах работал над учебником по всеобщей истории (опубликован частично). По своим воззрениям Грановский был сторонником Гегеля, главный смысл истории видел в развитии «духа рода человеческого». Он отвергал критику славянофилов и народников, обвинявших его в слепой приверженности Гегелю и западной культуре; он, в свою очередь, подвергал критике их представление об исключительности русской общины.
За пять месяцев до своей смерти он был избран на должность декана историко-филологического факультета Московского университета, причём за него голосовали не только коллеги-западники, но и многие профессора консервативных взглядов. Скончался от инфаркта в возрасте 42 лет. Похоронен на Пятницком кладбище. Похороны Грановского, в которых приняла участие многотысячная студенческая масса, стали заметным событием общественной жизни того времени. Традиция собираться в этот день (4 октября) на Пятницком кладбище у могилы Грановского сохранялась в студенческой среде до начала XX века.

## Семья
С 1841 года был женат на Елизавете Богдановне Мюльгаузен (1824—19.04.1857), дочери доктора медицины Богдана Карловича Мюльгаузена. Она входила в кружок интеллигенции, группировавшейся вокруг А. И. Герцена, который писал, что любовь Грановского к жене была 
«тихая, кроткая дружба, больше глубокая и нежная, чем страстная… Душе было хорошо видеть иной раз возле Грановского, поглощенного своими занятиями, его высокую, гнущуюся, как ветка, молчаливую, влюбленную и счастливую подругу». 
А по словам Станкевича, она была
«наделена серьезным, ясным умом и под её спокойной, несколько строгой наружностью таилось много глубины и энергии сердца». Умерла от чахотки в Риме, пережив мужа всего на полтора года.

## Взгляды

### Подход к истории
В начале своей деятельности Грановский изучал исторические события, согласуясь с философией Гегеля. Он предполагал, что исторический процесс движим противостоянием противоречий (тезиса и антитезиса), а на протяжении всей истории происходит постепенное развитие абсолютного духа. Кроме того, к изменениям человечество подталкивает не что иное как высший нравственный закон. Роль отдельной личности, по его мнению, не столь значительна в историческом процессе, который в первую очередь обусловлен накоплением противоречий в различных сферах общественной жизни, а «великие» личности лишь артикулируют чаяния эпохи. Они, тем не менее, всё же играют роль в развитии исторического процесса, однако их деятельность не является его основным двигателем. Стараясь обосновать необходимость развития исторической науки, Грановский утверждал, что многие современные события аналогичны событиям прошлого, и проведение исторических аналогий может помочь решить современные противоречия.
«Уяснение исторических законов положит конец несбыточным теориям и стремлениям, нарушающим правильный ход общественной жизни. Всеобщая история показывает различие, существующее между вечными, безусловными началами нравственности и ограниченным пониманием этих начал в данный период времени». - Грановский Т. Н. Философия истории // Грановский Т. Н. Полн. Собр. Соч. Т. II. СПб., 1905. С. 152. 

### Политические взгляды
Грановский по своим политическим воззрениям представлял западническое течение либеральной мысли в России. Он выступал с жёсткой критикой славянофилов, говоря о них как о ретроградах, неспособных на прогрессивные мысли. Однако автор его биографии, А. Станкевич, писал о том, что хотя Грановский и выступал за расширение свободы граждан, однако он вовсе не противостоял сильной верховной власти, если бы на троне оказался прогрессивный правитель, подобный Петру I. Кроме того, современники Грановского были уверены, что если бы он дожил до эпохи Великих реформ, то вряд ли бы оценил происходящее положительно. Предположительно, его взгляды бы уже не были столь популярны в последующую эпоху.
В советское время исследователи наследия Грановского подчёркивали, что хотя он и был западником, но не из тех, которые полностью отрекались от всего русского, вызывая тем самым почти отвращение к себе. Он не принимал слепо западный вариант развития, а выражал «скептическое отношение к буржуазному миру».

#### Письмо А. И. Герцену
Отношение Грановского к жёсткой политике цензуры в годы правления Николая I выражено в его письме А. Герцену, написанном в 1851 году. Оно является ответом историка на выпущенный за границей труд Герцена «О развитии революционных идей в России». Грановский с явным сожалением пишет о том, что образовательная политика государства направлена не на просвещение людей, а на транслирование определённой идеологии. Для него очевидно, что авторитарный политический режим, сочетающийся с насаждением тех или иных идей, не может сосуществовать с просвещением. Отвечая на издание Герценом его «брошюры», Грановский упрекает последнего в том, что он неверно ставит акценты в своём произведении, пишет не о том, что происходит на самом деле. Историк критикует адресата за то, что он выпустил труд, не подумав о том, что он никаким образом не сможет дойти даже до русской интеллигенции из-за жесточайшей цензуры.
В более раннем письме, от 1839 года, содержится критика представителей славянофильства (Киреевских, Хомякова). Грановский выражает обеспокоенность тем, что они могут начать внушать эти идеи студентам. При этом, историк защищает Петра I, которого активно критикуют славянофилы.

## Личная библиотека
В 1912 году по воле А. В. Станкевича, купившего у вдовы Грановского его личную библиотеку, книжное собрание ученого было передано в дар Московскому университету, всего около 4600 томов книг по истории, философии, политической экономии, языкознанию, антропологии, этнографии; издания XVI—XVIII вв. преимущественно на иностранных языках; классическая русская и западноевропейская литература. В настоящий момент библиотека Т. Н. Грановского хранится в Отделе редких книг и рукописей Научной библиотеки МГУ имени М. В. Ломоносова.

## Литературная деятельность
В 1828 году дебютировал в «Дамском журнале» подражательной элегией «Страдалец». Во время учёбы в Санкт-Петербургском университете сблизился с П. А. Плетнёвым и О. И. Сенковским. Сенковский привлёк его в качестве рецензента журнала «Библиотека для чтения», в котором Грановский стал участвовать с 1835 года. В этом журнале Грановский опубликовал первые свои работы (рецензии: «Лекции Погодина по Герцену» и «Свидригайло, князь Литовский. (А. Коцебу)»; статья «Судьбы еврейского народа»).
Впоследствии Грановский был близок к кружку «Современник», поддерживал дружеские связи с Некрасовым и другими сотрудниками журнала, например, Боткиным.

Хотя Грановский как профессор, как человек общественный далеко оставлял за собой Грановского-писателя, но сочинения его представляют достоинства первоклассные. Одна уж их живая, художнически прекрасная форма при строго учёном содержании сообщает им весьма важное значение. Издания сочинений Грановского с его биографией, портретом, с приложением всего замечательного, вызванного его смертью, — вот чего ждем теперь мы, ждёт вся публика от друзей покойного, между которыми есть люди, глубоко его любившие, которые при жизни готовы были многим для него жертвовать…
— Н. А. Некрасов «Заметки о журналах за октябрь 1855 года»

## В глазах современников

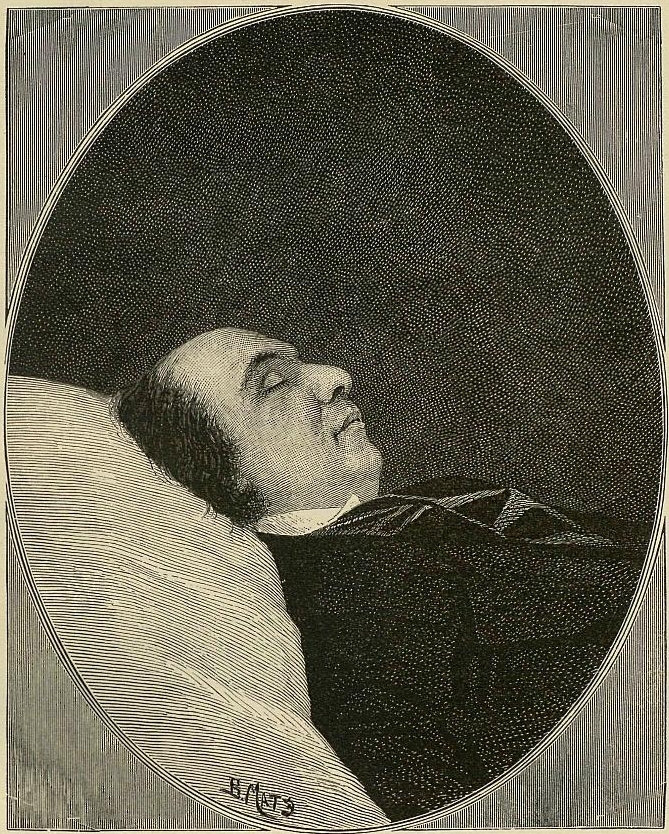
Т. Н. Грановский в день смерти

Люди вообще настолько имеют значения и влияния, насколько нужны; а люди, подобные Грановскому, теперь нам крайне нужны. Время ещё впереди, когда настанет для нас потребность в специалистах, в ученых; мы нуждаемся теперь в бескорыстных и неуклонных служителях науки, которые бы твердой рукою держали и высоко поднимали её светоч; которые, говоря нам о добре и нравственности — о человеческом достоинстве и чести, собственною жизнью подтверждали истину своих слов… Таков был Грановский — и вот отчего льются слезы о нём; вот отчего он, человек бессемейный, был окружен такой любовью и при жизни и в смерти… Заменить его теперь не может ни один человек, но сам он будет ещё действовать за гробом, — действовать долго и благотворно. Он жил недаром — он не умрет. Во всей его деятельности ничего не было такого, в чём бы не мог он громко и ясно признаться перед всеми; он сеял свои семена днем, при свете солнца, и когда они взойдут и принесут плоды — в них не будет ничего горького…
Выше этой похвалы и этой награды для человека нет.
— И. С. Тургенев «Два слова о Грановском»
Вскоре после смерти Грановского, в октябре 1855 года, Некрасов писал Василию Боткину: «О Грановском можно сказать, что он уже тем был полезен, что жил, и это не будет преувеличено, а как вдумаешься в эти слова, так ведь это величайшая похвала, какую можно сказать человеку!»
Николай Огарёв посвятил Грановскому несколько своих стихотворений: Как жадно слушал я признанья…, Т. Н. Грановскому, Совершеннолетие, Грановскому.
Грановский считается прототипом Степана Трофимовича Верховенского, одного из персонажей романа Достоевского «Бесы».
Единственный музей Т. Н. Грановского существует в г. Орле — филиал ОГУК «Орловский объединенный государственный литературный музей И. С. Тургенева» — «Дом Т. Н. Грановского», расположенный в доме, сохранившемся от поместья Грановских.
Известны слова В. О. Ключевского, написавшего в 1905 г.: «Все мы более или менее ученики Грановского и преклоняемся перед его чистою памятью, ибо Грановский, как никто другой, создал для последующих поколений русской науки идеальный первообраз профессора». 

## Оценка деятельности
В дореволюционную эпоху исследователи деятельности Грановского уделяли внимание не только его вкладу в историографию, но и его политическим взглядам. В советскую эпоху акцент сместился в сторону историографической деятельности учёного. Так, советские исследователи делали вывод о том, что Грановский положил начало  научному подходу к изучению истории Древнего мира и Средневековья. Кроме того, по мнению учёных того времени, в его работах также получила развитие концепция феодализма, так как он сумел подчеркнуть конфликтные отношения между феодалами и крестьянами, что созвучно с марксистской теорией. Однако положительно оценивалась лишь часть его вклада. Критике были подвержены его воззрения на народные восстания в эпоху поздних Средних веков, так как он считал их проявлением фанатизма со стороны необразованного населения.
Проф. Юрий Зарецкий указывает Грановского, по сути, первым выдающимся историком Московского университета. «Он первый создал в нашей исторической литературе понятие о всеобщей истории не как о простой сумме отдельных историй, а как о едином всемирно-историческом целом, создал всемирно-историческую точку зрения», - Кареев Н. И. (Историческое мировоззрение Грановского // Собр. Соч. СПб., 1912. Т. II. С. 42.).

## Память
- В студенческой среде до начала XX века сохранялась традиция собираться на могиле Грановского на Пятницком кладбище в день его похорон.
- На родине в г. Орле существует улица Т. Н. Грановского[26] и Дом-музей Т. Н. Грановского.
- Романов переулок в Москве в 1920—1994 годах назывался улицей Грановского в честь Т. Н. Грановского.
- В 2013 году закончились восстановительные работы в усадьбе, где провёл детские годы Т. Н. Грановский.

## Основные работы
- О современном состоянии и значении всеобщей истории. М., 1852.
- Т. Н. Грановский и его переписка. Т. 1—2. М., 1897 (2-е изд.)
- Сочинения. М., 1900 (4-е изд.)
- Полное собрание сочинений. Т. 1—2. СПб., 1905.
- Письма Т. Н. Грановского // «Звенья», 1935, № 5; 1936, № 6.
- Лекции Т. Н. Грановского по истории Средневековья. М., 1961 (2-е изд. 1987 в сер. «Памятники исторической мысли»).
- Лекции Т. Н. Грановского по истории Позднего Средневековья (записи слушателей с авторской правкой). М.: Наука, 1971.